# 快打磚塊II：DOH的復仇
《快打磚塊Ⅱ：DOH的復仇》是由太東於1987年發行的打磚塊遊戲，屬《快打磚塊》系列之第二代。與第一代遊戲相同，玩家一樣是操縱著一台名叫「沃斯」（Vaus）的太空船，以彈珠的來回敲打磚塊，直到該關卡能被敲打的磚塊被全數敲完，即可過關。

## 概要
繼承第一代遊戲的「打磚塊」元素，第二代新增左右不同之關卡。除原有的膠囊，亦新增許多種類膠囊，也有新增磚塊種類。而如同遊戲標題「DOH的復仇」，最終關主DOH並非與一代的實力相比，其防禦力與攻擊度增強許多，考驗玩家的反應度。

## 遊戲進行
當玩家取得遊戲次數後，遊戲預設玩家有兩條命。玩家操控著太空船「沃斯」，以左右移動並有技巧性的方式接住彈珠而進行遊戲。遊戲過程中，「沃斯」不能漏接彈珠，否則失去一次生命數。所有生命數用盡後，遊戲結束。

### 磚塊
與第一代作品稍有不同的，是除了一般磚塊、黃金磚塊，與鋼鐵磚塊外，新增「再生磚塊」。
一般磚塊
一般磚塊是彈珠只要敲一次就會消失不見的磚塊，敲打完這些磚塊後，彈珠則以反彈方式，朝別的路線行進。如果是強力彈珠敲打，則無視反彈，持續朝同一方向前進，直到敲到兩側牆壁或天花板反彈為止。
一般磚塊的顏色分成下列幾類：紅色、藍色、綠色、黃色、白色、土黃色、靛色、紫色等顏色。
鋼鐵磚塊
鋼磚塊是需要一般彈珠敲兩次或以上的次數，才會消失不見的灰色磚塊。關卡越後，達摧毀所需之敲擊次數也就必須越多。
無論磚塊是否被敲到消失，彈珠敲到此類磚塊後，以反彈方式朝別的路線行進。同樣地如果是強力彈珠敲打，則無視反彈，持續朝同一方向前進，直到敲到兩側牆壁或天花板反彈為止。
黃金磚塊
除非以強力彈珠將其摧毀後消失，否則以一般的彈珠的情況敲打，是無論敲幾次也不能消失的金色磚塊。
同樣地，彈珠在敲打此類磚塊後，一樣以反彈方式行進。但如果是強力彈珠敲打，則無視反彈，持續朝同一方向前進，直到敲到兩側牆壁或天花板反彈為止。
再生磚塊
其性質與鋼鐵磚塊相同，彈珠需要敲打兩次或以上的次數才能消失短暫一陣子；但過一小段時間後，會再重現於該處的暗灰色磚塊。摧毀次數與被摧毀前相同，有無限重生的能力。
同樣地，彈珠在敲打此類磚塊後，一樣以反彈方式行進。但如果是強力彈珠敲打，則無視反彈，持續朝同一方向前進，直到敲到兩側牆壁或天花板反彈為止。即使使用強力彈珠摧毀後，同樣在過一小段時間後，還會再出現於該處。
除了再生磚塊，其餘三種磚塊於部分關卡有「左右移動」的元素。磚塊的左右移動，指的是磚塊先朝一個方向移動，直到撞到牆壁或某一種磚塊後，則以反方向行進。除了鋼鐵磚塊與黃金磚塊必須要有一次的敲擊才能左右移動外，一般磚塊的左右移動不須經過敲擊，關卡開始時，則依據左右移動的設定自行左右移動。所有左右移動的磚塊與固定磚塊的性質均相同，除了黃金磚塊是以一般彈珠無法摧毀外，其餘兩種磚塊則按照性質，是均可以被摧毀的。

### 膠囊
敲到一般磚塊或鋼鐵磚塊，就有可能取得膠囊。只要沃斯接住了膠囊，可獲得一些能力。漏接膠囊不損失生命，但如果接到了膠囊卻漏接彈珠，這樣會損失生命。
膠囊從天而降時，在一次的畫面中，最多有四粒膠囊降下，不超過五粒。而部分膠囊也會因取得了特殊能力後，不會掉第二個相同的膠囊，倘若其他能力使該膠囊失效者，則還有可能再出現同類型膠囊。但取得的能力不可使用至下一關。
如果玩家喪失一條生命，累計效果也同時失效。玩家如果想要再於該關卡有特殊能力，必須於關卡內再取得膠囊，才能得到相關效果。

### 敵人
遊戲之間，也會有從天而降的敵人。倘若彈珠彈到敵人，除部分敵人無法被摧毀外，其餘可被摧毀之敵人，則視情況之次數將其摧毀，且彈珠的行徑方向會被阻礙或改變。沃斯接觸到敵人不會損失生命，並且也會擊毀敵人。一關遊戲的一個畫面內，視敵人的種類而決定數量出現在關卡內。假設有被擊毀的敵人，還會有其他敵人的支援，以繼續阻礙玩家於遊戲之進行。

### 關主
第17關有小型關主把關，亦有小型敵人現身。
最終的第34關關主，是一個叫做「DOH」的大魔王。DOH一開始是一個摩艾石像模樣的關主，在螢幕正中方現身。其目的是阻礙玩家的過關，也是為了在一代的失敗而報復的。
最終關卡無任何膠囊輔助過關，完全靠玩家如何閃躲DOH所口吐的炸彈與掉落的防護彈攻擊，與持續接到彈珠的技巧。
大型電玩版本中，即使DOH是最終關主，若生命數用完，仍然可以接關。但每用一次生命數，均需重新開始與DOH對抗，直至DOH被消滅為止。

## 延伸
除街機版本遊戲，其餘版本均有關卡修改器，可以供玩家修改關卡。智冠科技在中文說明書內，將其稱為「遊戲製造機」。

## 另見
- Breakout（雅達利公司出品遊戲）
- 第一代遊戲《快打磚塊》

## 外部連結
- 互联网电影数据库（IMDb）上《快打磚塊II：DOH的復仇》的资料（英文）